# إمبراطورية الأرض 2:فن التفوق
إمبراطورية الأرض 2:فن التفوق (بالإنجليزية: Empire Earth II: The Art of Supremacy)‏ هي لعبة فيديو صدرت في 14 فبراير, 2006، اللعبة من تطوير روكستار نيو انغلاند ومن نشر فيفندي جيمز.